# A Good Woman
A Good Woman (bra: Falsária; prt: Uma Boa Mulher) é um filme luxemburgo-hispano-ítalo-australo-britano-estadunidense de 2004, do gênero comédia romântico-dramática, dirigido por Mike Barker, com roteiro de Howard Himelstein baseado na peça O Leque de Lady Windermere, de Oscar Wilde.